# Ramón Vergara Rojas
Ramón Martínez de Vergara y Rojas-Puebla o Ramón Vergara Rojas (San Agustín de Talca, 1778 - Talca, 20 de abril de 1819) fue un regidor, comerciante y hacendado chileno.

## Familia
Hijo de José Martínez de Vergara Silva-Borges y de Tránsito de Rojas-Puebla y Ruiz de Urzúa. Es hermano de José Francisco Martínez de Vergara y Rojas-Puebla. Es sobrino nieto Vicente, Juan Manuel, Anselmo y Nicolás de la Cruz y Bahamonde.Fue inscrito en el padrón de nobles en 1788.
Contrajo matrimonio el 2 de diciembre de 1798 con Francisca de Borja Albano Cruz , hija de Juan Albano Pereira Márquez y de Bartolina de la Cruz y Bahamonde. Sus hijos fueron Diego, Salomé, Casimira, Juana, Gertrudis, Carmen, Antonia, Rafael, Ángel y Agustín.

## Carrera política
Desde el año 1800 forma parte del cabildo de Talca, llegado al cargo de regidor de Talca para el periodo de 1814 - 1815.

## Vida privada
Fue propietario de la hacienda Lontue, formador de una gran extensión agrícola productiva, que más tarde trabajarían sus hijos y descendientes. Realizó labores de comercio entre Talca, Santiago y Concepción. 
Falleció en su hacienda en Lontue el 20 de abril de 1819.